# Laverne Cox
Laverne Rita Cox (n. 29 mai 1972, Mobile, Alabama, SUA) este o actriță, starletă TV, producătoare de televiziune și activistă pentru drepturile LGBT din Statele Unite. Este cunoscută în special pentru rolul Sophia Burset din serialul TV Orange Is the New Black, rol pentru care a primit și o nominalizare la Premiile Emmy pentru Cea mai bună actriță invitată într-un serial de comedie, devenind astfel prima actriță transgen nominalizată la această categorie. În 2015 devine prima persoană transgen care deține o statuie din ceară la Madame Tussauds.
Cox este cunoscută, de asemenea, pentru apariția în primul sezon al I Want to Work for Diddy, difuzat de VH1, dar și pentru emisiunea TRANSform Me, pe care a produs-o și găzduit-o. În aprilie 2014, Cox a fost onorată de către GLAAD cu premiul Stephen F. Kolzak pentru munca ei ca avocat al comunității transgen. Pe 9 iunie 2014, Cox devine prima persoană transgen care apare pe coperta revistei Time.